# Steffen Wiesenthal
Steffen Wiesenthal ist ein ehemaliger deutscher Boxer.

## Werdegang
Im Jugendalter wurde Steffen Wiesenthal Boxmeister der Deutschen Demokratischen Republik. Im Oktober 1993 bestritt der Schwergewichtler seinen ersten Kampf als Berufsboxer und gewann. Rund zwei Monate später besiegte Wiesenthal den Lübecker Christian Honhold. Da sich Honhold eine Verletzung im Augenbereich zugezogen hatte, als die beiden Boxer mit den Köpfen zusammenstießen, wurde der Kampf in der fünften Runde abgebrochen und für Wiesenthal gewertet. Die beiden standen sich im Oktober 1994 erneut im Ring gegenüber, diesmal ging es bei dem in der Lübecker Hansehalle ausgetragenen Kampf um den deutschen Meistertitel im Schwergewicht. Der Berliner setzte sich erneut gegen Honhold durch und gewann den Meistergürtel.
Den deutschen Meistertitel musste Wiesenthal Ende Januar 1995 wieder abtreten, als er in Berlin Mario Schießer unterlag. Der Kampf wurde in der neunten Runde zugunsten Schießers abgebrochen, diese Entscheidung war umstritten. Im September 1995 bezwang Wiesenthal zweimal den Slowaken Ivor Mazek und bestritt Anfang November 1995 in Köln einen Rückkampf gegen Schießer. Wiesenthals Vorhaben, sich den deutschen Meistertitel zurückzuholen, misslang, Schießer gewann vorzeitig. Seinen letzten Kampf als Berufsboxer bestritt Wiesenthal im September 1996, als er (wie bei seinem ersten Auftritt im geschäftsmäßigen Boxen im Oktober 1993) den Slowaken Frantisek Sumina besiegte.